# Rory MacLeod
Rory Iain MacLeod (* 3. Februar 2006 in Dundee) ist ein schottischer Fußballspieler, der bei Dunfermline Athletic unter Vertrag steht. Er ist der jüngste Spieler in der Vereinsgeschichte von Dundee United, der je in der ersten Mannschaft zum Einsatz kam, als er im Alter von 16 Jahren und 6 Tagen gegen den FC Motherwell debütierte.

## Karriere

### Verein
Rory MacLeod spielte seit seiner Kindheit für die Juniorenmannschaften von Dundee United, nachdem er als Sechsjähriger zum Verein gestoßen war. Der talentierte MacLeod spielte bereits im Alter von 14 Jahren in der U-18-Mannschaft von United, und erhielt als Fünfzehnjähriger im Dezember 2021 seinen ersten Vertrag als Profispieler. In dieser Zeit absolvierte er nebenbei die Scottish FA Performance School an der St. John’s Roman Catholic High School. Am 9. Februar 2022 wurde er im Alter von 16 Jahren und 6 Tagen der jüngste Spieler in der Vereinsgeschichte von Dundee United aller Zeiten, als er bei einem 2:0-Sieg gegen den FC Motherwell in der Scottish Premiership für Tony Watt eingewechselt wurde.
Im weiteren Verlauf der Saison 2021/22 kam er zu zwei weiteren Einsätzen als Einwechselspieler gegen Hibernian Edinburgh und Celtic Glasgow.
Im Juli 2025 wechselte MacLeod zu Dunfermline Athletic.

### Nationalmannschaft
Rory MacLeod spielte im Jahr 2021 zweimal für die schottische U16-Nationalmannschaft. Im Jahr 2022 nahm er mit der U17 von Schottland an der Europameisterschaft dieser Altersklasse teil. Im September 2023 debütierte MacLeod in der U19.